# Lynnville (Tennessee)
Pour les articles homonymes, voir Lynnville.
Lynnville est une municipalité américaine située dans le comté de Giles au Tennessee.

## Géographie
Lynnville se trouve dans le sud du Tennessee.
La municipalité s'étend sur 0,33 mille carré (0,85 km2).

## Histoire
La localité est fondée en 1810 près de la Lynn Creek, un ruisseau auquel elle doit son nom et lui-même baptisé d'après les tilleuls de la région. Le bureau de poste local, créé en 1814, est d'abord appelé Lynn Creek avant d'être renommé Lynville en 1839.
Le Nashville & Decatur Railroad atteint la région en 1859. Old Lynnville est détruite pendant la guerre de Sécession, ses habitants se déplacent alors à New Lynnville ou Lynville Station, près du chemin de fer. Le bureau de poste y est transféré en 1865. En 1907, New Lynnville devient une municipalité sous le nom de Lynnville. Old Lynnville ne compte plus que quelques habitants et est dénommée Waco.
L'ensemble de Lynnville, composé de 59 bâtiments dont la plupart sont construits entre 1860 et le début du XXe siècle, est inscrit au Registre national des lieux historiques.

## Démographie
Lors du recensement de 2010, Lynnville compte 287 habitants. Selon l'American Community Survey de 2018, sa population est à 87 % blanche, à 9 % afro-américaine et à 2 % asiatique.